# Rosalvo Cândido Rosa Júnior
Rosalvo Cândido Rosa Júnior, oder einfach Rosalvo (* 12. Februar 1991 in Rio de Janeiro) ist ein brasilianischer Fußballspieler.

## Karriere
Rosalvo spielte bis 2018 beim unterklassigen portugiesischen Verein SC Carqueijo und wechselte von diesem noch im gleichen Jahr zum ebenfalls unterklassigen UD Mourisquense. Bei diesem kam er in weiterer Folge in insgesamt 21 Ligaspielen zum Einsatz, von denen sein Team jedoch 16 Partien verlor. Danach ging es für den Brasilianer nach Schweden zum IFK Sunne mit Spielbetrieb in der sechstklassigen Division 4. Dort hielt es ihn jedoch auch nicht lange, woraufhin er noch im gleichen Jahr zum spanischen Fünftligaklub AD Cartaya wechselte und hierbei zwischen November und Dezember 2019 zu fünf Einsätzen in der División de Honor Andaluza kam. Anfang 2020 unterschrieb er einen Vertrag beim thailändischen Verein Khon Kaen FC. Der Verein aus Khon Kaen spielt in der zweiten Liga des Landes, der Thai League 2. Für Khon Kaen absolvierte er drei Zweitligaspiele. Am 1. Juli 2020 wechselte er zum Nakhon Si United FC. Der Klub aus Nakhon Si Thammarat spielte in der dritten thailändischen Liga, der Thai League 3. Hier trat man in der Southern Region an. Für den Verein stand er 13-mal in der dritten Liga auf dem Spielfeld. Im Mai 2021 unterschrieb er einen Vertrag beim Zweitligisten Navy FC in Sattahip. Nach 16 Zweitligaspielen und einem erzielten Tor wurde sein Vertrag nach der Hinrunde im Dezember 2021 aufgelöst. Im Januar 2022 kehrte er in sein Heimatland zurück. Hier unterschrieb er einen Vertrag beim União EC in Rondonópolis. Hier stand er bis Ende Februar 2023 unter Vertrag. Im März 2023 ging er wieder nach Asien, wo er sich in Brunei dem Kasuka FC anschloss. Hier stand er bis Anfang November 2023 unter Vertrag. Im Anschluss wechselte er nach Indonesien. Hier unterschrieb er einen Vertrag beim Zweitligisten Deltras Sidoarjo. Mit dem Verein aus Sidoarjo spielte er in der Gruppe 3. Nach sechs Ligaspielen wechselte er Ende Juli 2024 zum Ligarivalen Persijap Jepara.